# Gruppo Sportivo Dipendenti Municipali La Spezia
Il Gruppo Sportivo Dipendenti Municipali La Spezia, noto semplicemente come Dipendenti Municipali La Spezia o ENAL Comunale La Spezia, è stato una società calcistica italiana con sede a La Spezia.

## Storia
Il Gruppo Sportivo Dipendenti Municipali La Spezia è stata una squadra spezzina fondata nel 1935. Vanta due partecipazioni consecutive al campionato di Serie C nelle stagioni 1941-1942 e 1942-1943. Nell'agosto 1945, alla ripresa postbellica dei campionati, l'ENAL Comunale, in virtù del terzo posto nel girone F della Serie C 1942-1943 come Dipendenti Municipali, fu inserita tra le aventi diritto al campionato di Serie B-C Alta Italia 1945-1946 ma prima dell'inizio del campionato decise di cedere il titolo sportivo all'Ausonia La Spezia. Fu dunque quest'ultima a prendere parte al campionato cadetto.